# 鹿目圓
鹿目圓（日语：／ Kaname Madoka ?），是日本電視動畫《魔法少女小圓》的主角。鹿目圓亦在動畫電影《劇場版 魔法少女小圓》、若干衍生衍生漫畫以及同名衍生商品中登場。日語版動畫的配音員是悠木碧，英語版為克莉絲汀·瑪莉亞·卡曼。舞台劇真人演員為丹生明里。
鹿目圓的造型概念由蒼樹梅發想、岸田隆宏負責細部的人物設定。其性格溫柔且為朋友著想，並且夢想著有一天沒用的自己也能幫助他人。在故事之中其聽到了丘比（QB）的呼救後與好友美樹沙耶香捲入了魔法少女的世界，並陸續認識了曉美焰、巴麻美以及佐倉杏子。
2018年以降，俄國花滑奧運金牌扎吉托娃兩度以鹿目圓Cosplay式樣參演日本電視廣告。

## 設計
在《魔法少女小圓》最初的企劃會議中，便試想女主角為一名「性格開朗且理想主義」的女孩，概念色彩為白色。負責早期人物設定的蒼樹梅最初以自己的舊作《向陽素描》的主角由乃作為原型，誇大其部分形象後初步創造了鹿目圓。編劇虛淵玄在創作《魔法少女小圓》劇本時，曾因不斷聯想到蒼樹所創造的人物與《向陽素描》的角色形象相似而感到憂心，一直到正式的人物設計出爐後才鬆了一口氣。虛淵曾於日後表示，最初便有將故事寫成「焰努力嘗試保護圓」的念頭，因此特意安排圓、焰的角色特徵彼此對立。相較之下，焰是屬於虛淵玄風格的人物，圓則仍是屬於蒼樹梅風格的角色。
儘管最初設定白色為概念色彩，但由於蒼樹工作時忘了此事，便將圓的主要色調改為粉紅色。在藍光光碟（BD）版本的第2話解說中，蒼樹表示鹿目圓、曉美焰以及巴麻美在性格設定上十分容易，相比之下美樹沙耶香以及丘比（QB）就很難想像其個性為何。其後她於雜誌採訪時又說，就角色設計來看，圓的難度比沙耶香與佐倉杏子還要更難，圓和焰由於其雙馬尾設計，一旦馬尾的大小和畫法有所差異，看起來就像是完全不同的角色了。與其他魔法少女的另一處不同，在於故事中鹿目圓的變身後穿著，是自己夢想中魔法少女的模樣所反映出來的結果，為此其衣著設計特別增添了荷葉邊以及若干可愛裝飾元素。整體上，蒼樹融入了吸引女性觀眾的童話元素，依此設計出一套十分「可愛」的魔法少女服。不過她也自評，這套衣著不適合戰鬥。
SHAFT公司的社長久保田光俊看到人物設計後認為，製作團隊接觸新風格是件好事，但這也為動畫製作帶來了挑戰。對此蒼樹回顧，當時也沒想到自己的畫風會被直接採納，儘管其能帶來「魔法少女小圓」的感覺。此外，動畫製作團隊也在盡可能避免一些誇張化表現，像是衣服破損、巨大汗珠或者表情符號等。在電視動畫第2話中，鹿目圓描繪自己想像中的魔法少女模樣的草稿，則是蒼樹交給圓的日語聲優悠木碧所繪製的。其中的轉折是，虛淵最初只想到「圓應將自己的夢想集中畫在筆記本」的點子，儘管蒼樹想盡可能表現圓繪畫能力的糟糕一面，但其為此特別畫的「糟糕」作品反而被其他人反對。最後決定先由蒼樹將「中學生可能想到的點子」描繪出來，再請悠木碧參考後畫在筆記本上。

## 特色
鹿目圓在《魔法少女小圓》中擔任女主角，就讀市立見瀧原中學二年级並擔任班上的保健委員，其身高是所有主要角色中最矮小的，桃紅色的頭髮用兩條紅色緞帶綁成雙馬尾的髮型。家庭成員有母親鹿目詢子、父親鹿目知久以及弟弟鹿目達也。鹿目家族由母親在外擔任公司要職、父親在家整理家務。圓的性格溫柔且為朋友著想，在故事發生前便與美樹沙耶香、志筑仁美結交為好友，其後則主張所有的魔法少女彼此互助而非互起衝突。每逢做決定時，圓便稍顯優柔寡斷，並常常把自己想成沒有任何優點且對任何人都沒有幫助的人，夢想是「想成為能夠幫助別人的人」。
原本過著安穩且沒有需要用靈魂作為代價換取願望的日子，但因為擁有破天荒的魔法少女資質而被丘比（QB）選上，在陷入一連串事件過程中後者也不斷引誘其交換契約。在巴麻美尚未慘死時，圓的願望是「成為魔法少女並且成為有用的人」，並希望藉此來改變軟弱的自己，持續地幫助他人。在正片未演出的其他時間軸，圓的歷次願望皆有不同，但都是為別人的幸福所著想。依據廣播劇《Memories of You》的演出內容，圓的最初願望是要讓死於車禍的黑貓愛咪（エイミー）復活。此外的其他願望有：希望所有家人感到幸福、幫助苦戰中的焰擊敗魔女之夜、讓沙耶香變回普通人等要求。受到願望的影響，鹿目圓在不同時間軸的魔力也不同，包括身體魔力上升、治療恢復傷勢甚至是消除部分靈魂寶石混濁的魔法。
變身之後，圓的靈魂寶石呈粉紅色的眼淚形狀，懸掛在胸前未遮蔽處，而其武器則為帶著玫瑰花苞的長弓。未使用時長弓摺疊成細長樹枝狀，但在準備拉弓時，主體會自動伸展開來，同時伴隨著拉弓動作，使得弓弦以及能量箭矢憑空生成。當拉滿弓時，原本頂端的花苞會先綻放出玫瑰花朵，接著弓箭上端會點燃粉紅色火焰。在動畫中，鹿目圓可依此發出單一射擊、連續射擊、或是一次射出多枝能量箭矢，甚至能呼喚出魔法陣來一次大範圍攻擊。而在射出的箭矢後頭，除了會殘留發射的軌跡外，箭矢也具有追蹤能力與極為誇張的精準度。漫畫版本捨棄了花蕾綻放的設計，改為一般刻有花紋的木弓，但在第12話中仍有關於頂端火焰冒出的描繪。
在電視動畫最終話的後半段，其衣裝變為純白色的長裙禮服、且附帶一對白色的羽翼。依據設定，這個型態最初稱為「無限時空戰鬥之超進化所產生的究極型態」，早期劇本將此時的圓稱為「超級最終型態鹿目圓」（ハイパーアルティメットまどか），而在藍光光碟和DVD光碟第6卷以及其他系列產品中，則多稱為「最終型態鹿目圓」（アルティメットまどか），更知名的通稱是「圓神」或「終極小圓」。此一形態為正片的時間軸所獨有，因為在曉美焰所經歷其他輪迴中，圓往往不是因故死亡，就是靈魂寶石混濁而魔女化，成為具有強大毀滅力的救濟的魔女。

## 劇情

### 魔法少女小圓
在故事中，鹿目圓自認是一個沒有任何優點、且對任何人都沒有幫助的人，這使得她很早就懷著「有一天能夠幫助他人」的夢想。在見到作為魔法少女的巴麻美努力為了城市的居民消滅魔女後，圓就算沒有願望的誘因，也已擁有成為魔法少女的意願，甚至開始想像自己成為魔法少女後的樣子。但是受到麻美慘死的衝擊，她很快便失去了交換契約的勇氣。儘管她仍是沒有魔力的「旁觀者」，仍時常會以「當事人」的立場努力嘗試幫助魔法少女們，有時也因此將自己置身於危險之中。此外，她也被丘比（QB）一再趁機設計而瀕臨交換契約的邊緣，但多次均被曉美焰所強行阻止。在這一來一往的過程中，圓也逐漸了解到靈魂寶石（Soul gem）與魔法少女系統的真相。
在第10話回憶中的初次輪迴，鹿目圓一開始便已成為魔法少女，並因此成為曉美焰跟進的契機。其後，為了拯救圓，焰經歷了百餘次的時間回溯，但兩人之間的悠久因緣並不為他人所知，圓只在夢境中看過前次輪迴的片段而已。魔法少女的魔力資質決定於其所牽涉的因果量，焰的輪迴使得圓的因果線收束，讓圓的魔力資質異常突出。其部分原理在於焰以「拯救圓」為目的而發動時間回溯，使得焰出院後的一個月成為「為了圓而存在的時間」，累積了龐大因果。依據丘比所言，圓因此成為不合理且最強的存在，在交換契約之後無論什麼願望都能夠實現，甚至有著與神同等的全能力量。但相對的，圓也將成為最惡的魔女。在第10話演出的第4次輪迴中，尽管圓成為魔法少女後能一擊打倒魔女之夜，但隨即成為「救濟」的魔女，(因為人類身體沒有辦法承受過量的魔力)十天就可以毀滅地球。
在全劇終盤，圓一方面瞭解焰為了她所作的努力，另一方面也看到歷史上許多魔法少女的痛苦經歷，得知所有真相而不斷苦惱後，圓找到了自己真正的願望。在「懷抱希望本身絕不會是個錯誤」的想法之下，圓向丘比許下了「將所有的宇宙、過去和未來、所有的魔女，在誕生前親手消滅」的願望，從而改變魔法少女必將變成魔女的絕望，並成為「魔法少女圓」。圓的願望使得宇宙重組，圓以魔法少女的型態出現在所有時空中，淨化魔女化前夕的靈魂寶石，並引導死前的魔法少女，使之安息。鹿目圓成為「消滅魔女的概念」固定在宇宙中，既無所不在也無法被人感覺或記憶。這種魔法少女終將憑空消失的法則，被魔法少女們稱為「圓環之理」（円環の理；Law of Cycles）。而在這個新世界中，鹿目圓成為自始即不存在的人，只剩下間接促進、並見證此一過程的曉美焰，還奇蹟似保有「鹿目圓此人」的記憶和髮帶。此外只有圓的母親詢子以及弟弟達也，對圓的名字保有含糊的印象。

#### ［新篇］叛逆的物語
在延續正篇故事的完全新作［新篇］叛逆的物語中，鹿目圓做為「圓環之理」以3種型態登場，分別是：魔法少女、最終型態（圓神）、圓環之理被撕裂後的中學生。其主要以第一種型態活躍於捏造的見瀧原（偽街；false town）。
所謂捏造的見瀧原，是曉美焰於徹底魔女化之前，在自己的靈魂寶石內側構築的魔女結界。結界重現了整個見瀧原，並引入一眾魔法少女與圓的親友，竄改他們的記憶，重複著一邊討伐夢魘、一邊上學的虛假日常生活。遺忘自己是圓環之理的圓，也是虛假生活的其中一員。
此一狀況，其實是丘比為觀測圓環之理所設計的策略，但「鹿目圓失憶」則出乎丘比的預料。本來，圓環之理鹿目圓，應該前來引導曉美焰，但被丘比透過一些手段中止了。眾人齊聚捏造的見瀧原這個舞台，讓丘比得以完整觀察「魔女」「魔女化」「魔女結界」與「圓環之理」現象的全過程，解析正篇故事結局之後「魔法少女死後消失」的緣由，藉此尋找支配圓的方法，企圖恢復傳說中的「魔法少女魔女化」的舊世界因果律。
儘管丘比深信，鹿目圓的失憶，是因為被結界竄改記憶。但事實上，圓環之理的力量與記憶已分別由美樹沙耶香、百江渚2人負責運送，與圓一同進入了捏造的見瀧原。由於丘比的不察，讓她們得以在暗中活躍，最後協助圓阻止了丘比的陰謀。
其後，取回記憶與力量之後，鹿目圓開始引導曉美焰，但卻被焰反手捕捉，被焰強行分離出「做為人類時的記錄」。自稱「惡魔化」的焰，重新改寫了宇宙法則，力量耗竭的魔法少女依然接受圓環的引導，但「鹿目圓做為人類時的記錄」則被設定為「時隔三年從美國歸國的轉學生」，重新展開普通人的日常生活。除了立場不同，一切宛如《魔法少女小圓》的正篇故事開頭。

### 魔法少女小圓 〜The different story〜
在漫畫外傳《魔法少女小圓 〜The different story〜》故事之中，故事背景與原作電視動畫相同，鹿目圓對於身為魔法少女的巴麻美有所憧憬。其後好友美樹沙耶香也選擇成為魔法少女並與麻美一同作戰，而鹿目圓則一邊思考「找到更加堅定的願望」一邊跟在兩人身旁。在沙耶香因為上條恭介與志筑仁美之間的關係心煩意亂時，圓主動向上條透露其左手奇蹟治癒的原因，但不居功的沙耶香謝絕了圓的好意，並打算考慮一天再對上條托出實情。然而，沙耶香在隨後的戰鬥中魔力耗竭，靈魂寶石徹底混濁而變成了魔女。
曉美焰為了圓的心情著想，遂對圓編出「美樹沙耶香被魔女殺死」的謊話，但此舉反而讓圓更想要為了別人成為魔法少女。在最後一話，焰向麻美提出共同擊敗魔女之夜的計畫，但是後者在聽到杏子與沙耶香雙雙死亡的消息後陷入迷惘。焰離席後，圓親口向麻美表示了加入魔法少女行列的意願，並希望麻美能夠「變回普通的女孩子」。就這樣，對魔女化的真相一無所知的圓許下了「讓沙耶香復活」的願望，交換契約成為魔法少女。對此，焰認為是「巴麻美的言行誘發了鹿目圓的簽約」，並痛責自己的失策。最後由圓、焰與復活的沙耶香一同迎戰魔女之夜。

### 魔法紀錄 魔法少女小圓外傳
為了尋找失踪的巴麻美，與曉美焰一同造訪神濱，並結識環彩羽一行人，結為好友，共享情報。其後，應美樹沙耶香之邀再訪神濱時，得知麻美成為Magius之翼的一員與魔法少女的真相，受到打擊的同時，開始摸索解決方法。回到見瀧原後，一度被阿莉娜·格雷關在結界裡。受到佐倉杏子協助、逃脫後，結隊攻入神濱，最終促使麻美復原，眾人匯合。在Hotel Fenthope（ホテル・フェントホープ）崩壞之後，與眾人對抗被Magius召喚到神濱市的最強魔女－魔女之夜。
在電視動畫版第1季，只在片頭曲畫面、第10話的麻美回憶片段中現身，第13話提到了名字。
順帶一提，作為圓環之理的她於本作也是存在的，但由於環彩羽引發的各種蝴蝶效應使得她無法隨便干涉本作的世界，一旦強行干涉就會對世界產生不好的影響。

### 魔法少女小織
在漫畫外傳《魔法少女小織》的故事中，擁有預知能力的魔法少女美國織莉子得知魔法少女系統的真相後，為了阻止擁有強大魔法少女資質的鹿目圓變成最邪惡之魔女，遂與吳希里華合作掀起見瀧原的「獵殺魔法少女」風波，以便殺害圓。在這個時間軸，圓只是一名未曾見過丘比（QB）的普通中學生，與美樹沙耶香、曉美焰結為好友，但未曾接觸巴麻美。
在故事尾聲，織莉子對見瀧原中學發動攻擊，大量師生無端遇害。焰被迫變身應戰，並囑咐圓躲藏於安全處。儘管最後織莉子遭到焰、麻美以及佐倉杏子的致命攻擊，但仍在臨死前成功擊斃了遠在牆外的圓，這使得焰帶著懊悔與悲痛繼續踏上時間的輪迴。

## 歌曲
鹿目圓的角色曲為由hanawaya作詞與作曲、流歌和田口智則編曲，包括由圓的聲優悠木碧演唱的《明天再見》（またあした），其中Magica Quartet在動畫光碟販售版本中除了將《明天再見》作為第1話以及第2話片尾曲之外，並且還為此另外製作了於電視上並未播出的動畫片尾影片。悠木碧表示在歌唱《明天再見》時以為是首無憂無慮且讓人愉快的歌曲，但是之後才瞭解到歌詞底下的另外一層涵義。此外，鹿目圓的角色歌曲也與虛淵玄監修的原創廣播劇《Memories of You》一同收錄在限定版本所附贈的特典CD之中，並且於2011年4月27日連同藍光光碟以及DVD光碟第一卷推出。其後，由於附錄的小冊子與片尾影片和實際音樂的歌詞有所出入，這使得負責發售的Aniplex決定暫緩第一卷光碟的推出，針對已經購買的消費者則是以郵遞的方式寄送新版本的光碟與小冊子。

## 影響

### 製作評論

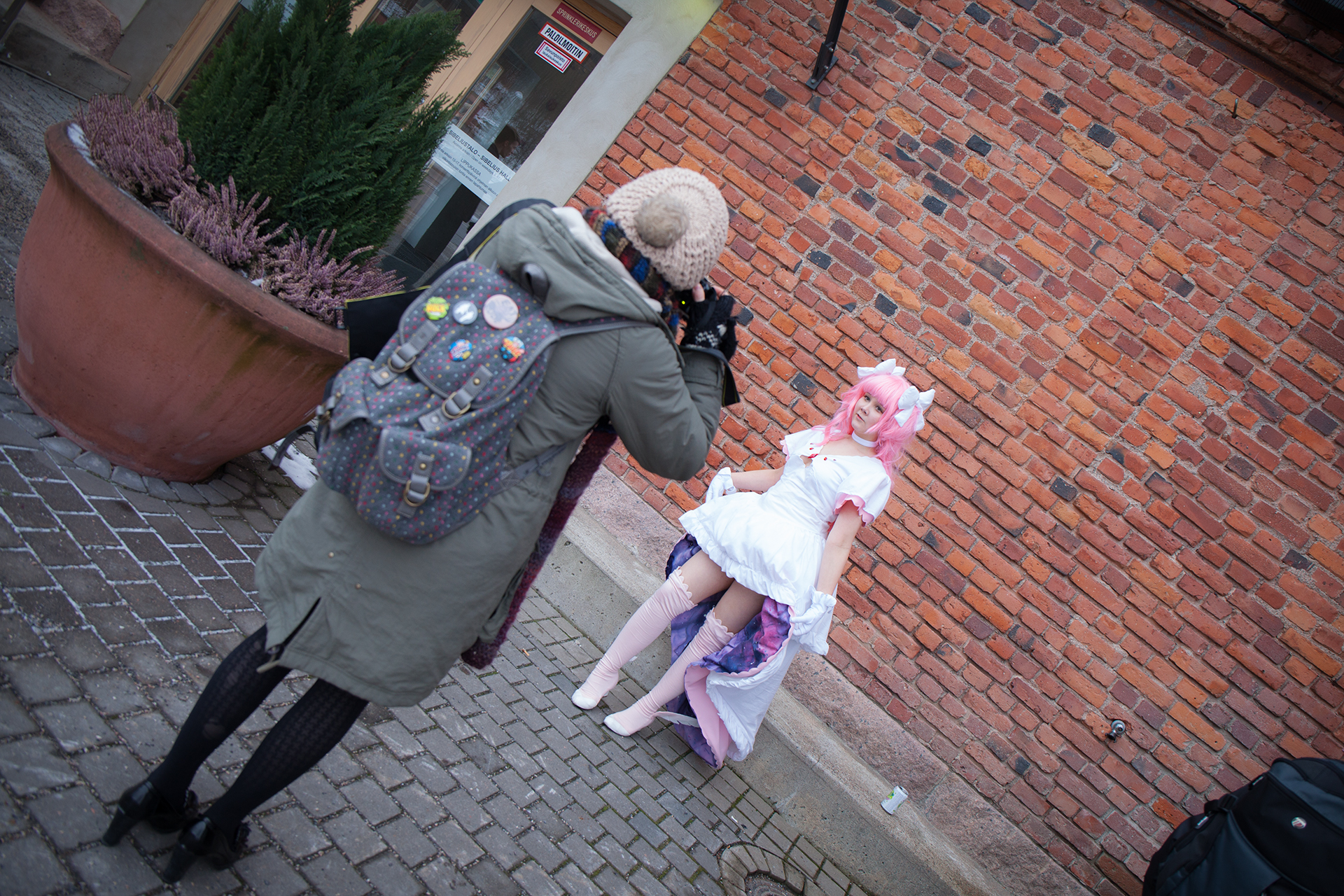
一名扮演鹿目圓的Cosplayer。

擔任鹿目圓聲優的悠木碧表示，電視動畫第3話的巴麻美之死使得圓對魔法少女的看法有所改變，然而一連串的事件紛至沓來，讓圓沒有哭泣的餘裕，因此她認為圓的故事主題實為「在痛苦之中使人們成長」。在另一次訪問中，悠木碧則提到，圓最初只是一名極為依賴其他人的角色，但是在找到自己成為魔法少女的願望後便開始獨立了起來。而擔任曉美焰聲優的齋藤千和則說，遍覽劇中所有的魔法少女，只有圓是有描寫到家人互動的角色，亦即與其他魔法少女相比，圓更能理解到如何愛護其他人。在動畫第10話的焰的觀點中，則可看到其他時間軸的的圓，往往是一名性格堅強且十分活躍的魔法少女，並不像動畫正片的「現在」時間軸那般踟躕。擔任動畫導演的新房昭之表示，這種反差，源於虛淵玄編劇時為了呈現魔法少女克服困境並獲得自信的一面，悠木碧也表示，當時對圓的詮釋，是一名對自己充滿信心的魔法少女。另外擔任Aniplex製作代表的岩上敦宏也評論道，從第10話圓向焰所說的「要跟班上的同學們保密喔☆」（クラスの皆には内緒だよ☆）一句話中，可感覺其比起「現在」時間軸的優柔寡斷，當時的圓更顯得意志堅定許多，新房昭之補充，這句話成功地營造出圓作為「一般魔法少女」的感覺。
悠木碧亦表示，在錄音第11話時她感到極為感傷，她自己完全融入了故事中的圓的情緒起伏上，並且認為圓最後一定會接受焰的感情。而虛淵玄在接受《BLACK PAST》採訪時則說：「感覺上焰所做的一切都是為了圓，但是一直到圓得到全知能力後才知曉焰的感受……而圓為化解過去種種事情只能夠脫離人的範疇而成為神，就某種意義上來說這是一個極為殘酷的故事。」另外在家庭背景設定部分，製作團隊則由於一開始的玩心而設定成母親外出工作、父親在家中擔任家庭主夫的設定，對此虛淵玄自述，自己本來就想在魔法少女類型作品中加入一個有男子氣概與主見的母親。他亦認為，正因為圓是在這樣的環境下長大，所以並無很深的兩性社會刻板印象，身為女性的她會自然而然地效仿最親近的成人，而能放心接受並鼓起勇氣改變某件事情。製作團隊對此表示，在尾聲的幾話之中，「堅強的母親」這一關係成為促使圓決定擔任魔法少女的關鍵因素，並且成為第11話的重要劇情內容。
劇場版［新篇］上映後，新房昭之在《季刊S》的訪談中透露，成為「概念」的存在，並非鹿目圓許願的本意。

### 人物評價
在官方預告中形容鹿目圓為「溫柔又為朋友著想的平凡中學二年級學生」，而悠木碧在接受《Megami MAGAZINE》採訪時表示：「小圓是如此地蓬鬆可愛！她就像草莓大福般！」除了可愛且正向的常見意見之外，網站「The Fandom Post」的一篇文章則認為圓有時顯得過於天真。另外一些評論則特別提到圓在決定成為魔法少女前的「廢怯」模樣，包括動畫新聞網評論家大衛·卡比拿（David Cabrera）所說，對於絕大部分的觀眾而言，最為熟悉的鹿目圓形象是優柔寡斷的校園少女；網站「THEM Anime Reviews」的評論則指出，雖然圓在很多地方呈現出無用、懦弱且沒有自信心的女孩樣貌，但是在面臨新的絕望發生時反而沒有看到其軟弱的一面，並能明白地知道哪個地方出錯了。
儘管《魔法少女小圓》在標題本身便已經標註了「魔法少女」，但是作為動畫主要角色之一的圓卻遲遲沒有真正成為魔法少女。主要故事內容放在她「為什麼要成為魔法少女」，這也使得圓在劇情中無法成為與魔女對戰的角色。評論家喬納森·達爾頓（Jonathan Dalton）指出，儘管圓同樣也是《魔法少女小圓》的主要角色，但是在絕大部分的故事劇情中往往只能擔任旁觀者。在整部電視動畫的主要故事時間軸，一直到最終話，圓才交換契約變身為魔法少女，此一安排則意外地被觀眾廣泛接受。評論家塞隆·馬丁（Theron Martin）對最終話的評論提到：「圓許下的願望是她經歷整個事件後的作品最高潮，並且藉由她這名角色涵蓋了故事主線的所有內容。」但是另一名評論家提姆·瓊斯（Tim Jones）則批評說：「在整部作品快結束之時躲在最遠最後方的脆弱環節就是圓，在整個故事中就是別人告訴她該怎麼做、擔任一個虛應的背景人物、只在當朋友遭遇噩耗時哭泣。……一直到系列最後面時她才終於用自己的雙腳站起來，並且決定以自己的雙手解決這一切。」
另外，評論家宮崎哲彌認為《魔法少女小圓》參考了佛教的因果觀點而採用「希望誕生絕望」的世界設定，並且認為故事內容主要為「作為普通人的鹿目圓朝向菩薩、如來的階梯直趨而上的成長故事」。對此，動漫評論家藤津亮太則認為應該分析美少女遊戲與科幻文學的脈絡，並將故事描述為實際上是一部「了解母親的生活方式，並當成自己在人生中做抉擇的依據」的成長故事。不過宮崎與藤津皆認為在第11話之中，圓抱持著決心與母親對峙一直到母親目送圓離開的過程為《魔法少女小圓》的劇情最精彩之處。
文學批評家山川賢一曾分析，鹿目圓與曉美焰分別代表「正義之人」與「愛之人」兩種本質，此說也吻合／預測了劇場版［新篇］的發展。依據WordPress網站「The Nihon Review」的分析，在超心理學（metapsychology）層面上，鹿目圓與曉美焰亦分別代表現實原則與快樂原則，而劇場版［新篇］尾聲的「慾望秩序問答」就是證據。
筑波大學醫學院的齋藤環教授分析，在朱迪斯·巴特勒倫理學的希臘悲劇敘事中，鹿目圓相當於「角色史上最初的安提戈涅」。其意義重大，足以讓創作者虛淵玄名留青史。

### 相關活動

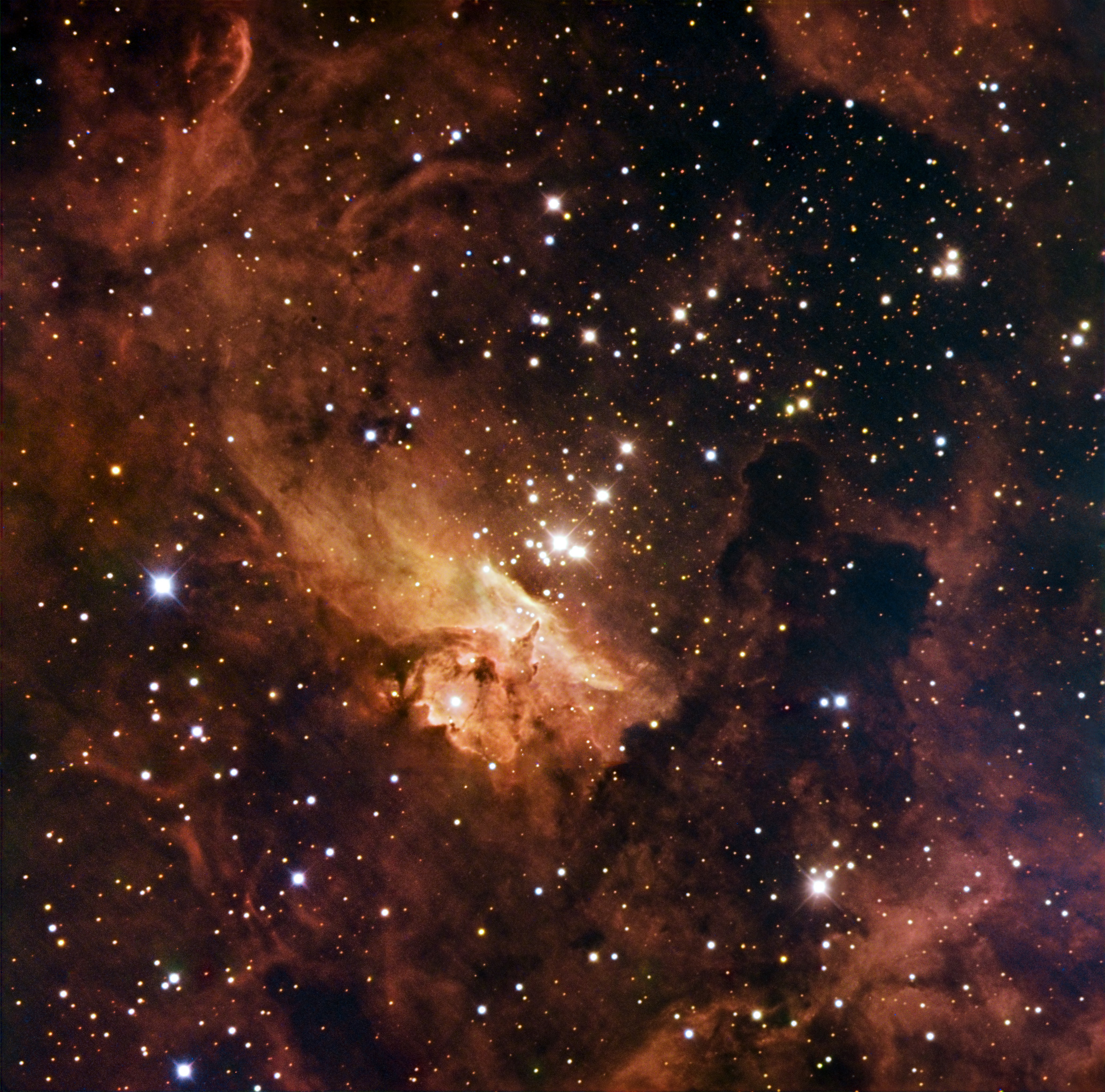
被提名改名為「圓神星雲」的NGC 6357星雲，其中星雲的一部分被認為與動畫中鹿目圓的神化樣貌相似。

2011年4月1日，包括BaseSon、貓貓軟體和ALcot等日本成人遊戲公司趕在《魔法少女小圓》播出期間推出相關的愚人節廣告，而Nitroplus甚至將其虛擬代表人物超級索尼子搭配鹿目圓的魔法少女穿著而設計出「魔法少女索尼子☆小圓」的預告。在2012年2月22日到3月4日舉辦的第15屆日本新媒體動漫藝術節作品展中，在東京都港區會場上展示了由梅賽德斯-賓士所提供、並且繪製有《魔法少女小圓》圖樣的Smart痛車，其中所挑選的人物圖案即為已經變身成為魔法少女的鹿目圓以及曉美焰。同年5月，三麗鷗與Magica Quartet合作，發表了以魔法少女裝扮的鹿目圓與曉美焰為基礎設計的My Melody圖樣，並且計劃在7月中推出玩偶、皮夾等一系列延伸產品。
在2012年12月2日，參與東京都知事選舉的前日本律師聯合會會長宇都宮健兒在競選時，助選員特意扮成鹿目圓等《魔法少女小圓》劇中人物並且跟隨宣傳車在東京各處拉票。不過此舉雖然強化了宇都宮和於任內推動《東京都青少年健全育成條例》的前任知事石原慎太郎對立之政治寓意，但也引起了部分日本網友的批評。在之後於12月16日舉辦的第46屆日本眾議院議員總選舉之中，石川縣某選區則意外地出現了一張投給鹿目圓的選票。
2013年2月，美國人安德魯·賈卡（Andrew Jaqua）在Change.org發起全球請願連署活動，要求國際天文學聯合會將十分貌似「鹿目圓神化」的NGC 6357星雲之一部分分離出來，並且更名為「圓神星雲」（Madokami Nebula）。而安德魯·賈卡為了這次連署所擬定的意見書中則指出，希望透過星雲更名的方式「將圓神自我犧牲的精神發揚光大」。在2013年5月28日朝日飲料與Magica Quartet展開合作，在特定的便利店推出了4款外表有著鹿目圓等《魔法少女小圓》主要角色圖案設計的三矢汽水。
即使電視動畫完結多年，鹿目圓仍人氣不衰。2018年8月TBS電視台主播宇垣美里在Comike94採訪現場中，特別以鹿目圓cosplay扮相出鏡，收視觀眾廣泛給予「可愛」、「宛如天使」的好評。在2019年5月播出的中國中央電視台CCTV-4「亞洲 文明之光」節目第2集中，特別剪入鹿目圓與曉美焰的cosplay活動片段介紹「日本文化優勢」。
此外鹿目圓同時也在一些排名比賽或者獎項中得到一定成績，例如在2011年由日本最大的網路論壇2ch所舉辦的動畫最萌大賽中，連同巴麻美、佐倉杏子與美樹沙耶香在內的《魔法少女小圓》主要角色都進入前八強人物中，其中鹿目圓更是在票選中獲得排行第3名的成績。而在2011年12月由《Megami MAGAZINE》舉辦的最佳配對組合排名中，讀者投票的結果為鹿目圓對上曉美焰的組合排行第1名，並且整整比第2名還多出兩倍的票數。在2012年3月，鹿目圓又獲得《日刊體育》所舉辦的「第1回日刊動畫大競技」之女王獎，而其聲優悠木碧也獲得了MIP女性聲優獎之榮譽。另外在慶祝《劇場版 魔法少女小圓》上映而舉辦的角色名言前15名投票中，包括最終話所說的「妳是我最好的朋友……」、「如果有人說懷抱希望是種錯誤，我會反駁這種說法是錯的……無論幾次我都會如此回答。」與「我也再也沒有必要絕望了！」、以及第10話所說的「要跟班上的同學們保密喔。」都被票選其中，並且分別排行在第15名、第12名、第9名以及第5名。

### 商品銷售
鹿目圓作為魔法少女的主要角色之一，在《魔法少女小圓》的藍光光碟（BD）以及DVD光碟第一卷、第二卷、第三卷、第五卷以及第六卷的封面包裝中出現。而在伴隨BD與DVD所附贈的廣播劇《Memories of You》與《Sunny Day Life》以及配合《劇場版 魔法少女小圓》而於Comic Market推出的廣播劇《夏日的魔法少女強化合宿》（夏の魔法少女強化合宿）中，則是由圓的聲優悠木碧參與演出。另外在《魔法少女小圓》動畫播出後，許多相關商品也陸陸續續推出，這包括有手提包、T恤、護身符、化妝鏡、打火機、月票套、鑰匙圈、手機配件、抱枕、墊子、枕頭套、毛巾、滑鼠墊等商品。
此外許多與鹿目圓相關人形也陸陸續續地推出，其中主要設計人形玩偶的Good Smile Company分別推出過3款figma人偶、4款黏土人玩偶、以及2款1/8比例模型。而在2011年時由Good Smile Company公布的銷售排行榜之中，鹿目圓的黏土人模型排行第3名、figma人物模型排行第7名以及制服版本穿著的黏土人玩偶排行第23名；另外在2012年時，Good Smile Company所推出的「最終型態鹿目圓」八分之一大小玩偶則是於當年度同系列產品銷售排行榜上排名第一。除了Good Smile Company以及旗下子公司曾推出鹿目圓的人偶外，包括Medicom Toy、Wave、Movic和萬代等公司也有推出相關人形產品。

### 同人作品
鹿目圓在許多《魔法少女小圓》的同人遊戲中作為主要角色出現，其中較為著名的包括有同人社團黃昏邊境開發的橫向動作遊戲《悲傷綜合症》、角色扮演遊戲《世界中的迷宮丘比》（世界中の迷宮べぇ）、線上射擊遊戲《QB狩獵Online》（QB狩りオンライン）以及同人社團開發益智遊戲《小圓★Etoile～嘆息之輪舞曲～》（まどか★エトワール ～嘆きの輪舞曲～）。其他與鹿目圓有關的同人遊戲還包括有縱向射擊遊戲、操控圓躲避列車行經路徑的《小圓☆火車》（まどか☆トレイン）、操控角色躲避子彈的、操控圓攻擊使魔的《小圓☆迷宮》（まどか☆メイズ）等，而日本以外國家的愛好者也製作了如視覺小說遊戲《粉紅可愛戀人鹿目圓》（Madoka Magica, Pure Pink Pretty Lovers）、角色扮演遊戲《真女神轉生：魔法少女小圓》（Shin Megami Tensei: Puella Magi）以及橫向動作遊戲《魔法少女小圓邊境》等同人遊戲。